# De Zwarte Hand

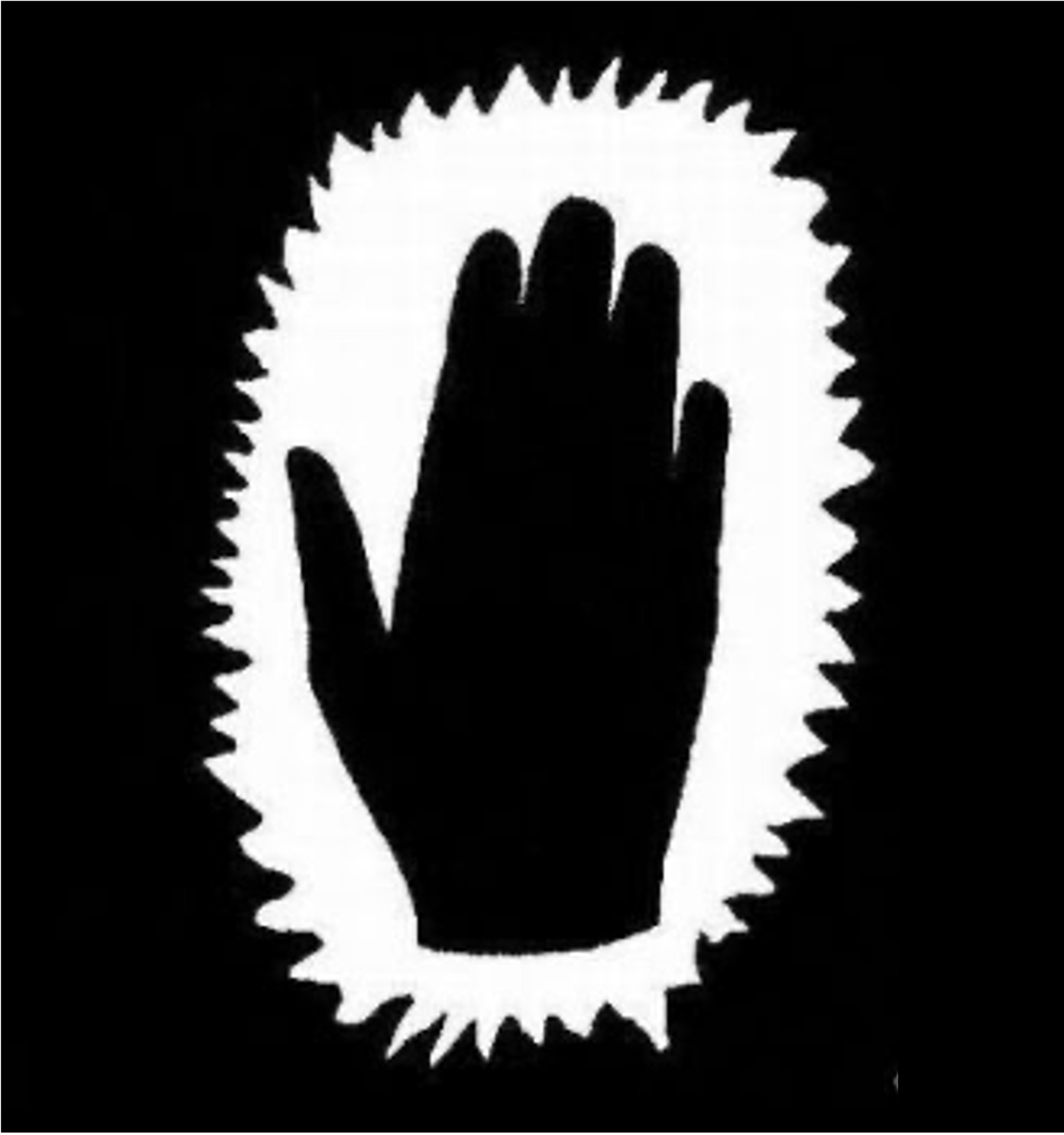
De Zwarte Hand

De Zwarte Hand (niederländisch „Die Schwarze Hand“) war eine Widerstandsgruppe im von der deutschen Wehrmacht während des Zweiten Weltkriegs besetzten Belgien. Die Gruppe war vorrangig in der Provinz Antwerpen aktiv. Im Herbst 1941 wurde die größtenteils aus sehr jungen Männern bestehende Gruppe entdeckt, und 1943 wurden zwölf ihrer Mitglieder hingerichtet. Die übrigen Angehörigen der Gruppe wurden in verschiedene Konzentrationslager verschleppt; von 109 Männern erlebten nur 37 das Kriegsende.

## Geschichte
Die Bewegung De Zwarte Hand wurde im August 1940 von Marcel De Mol, dem Küster der Sint-Jan-Baptistkerk in Tisselt, und neun weiteren Mitstreitern gegründet. Sie war in den Regionen Klein-Brabant und Rupelstreek aktiv. In den folgenden Monaten schlossen sich rund 100 Männer, vornehmlich sehr junge, der Gruppe an, die in 16 Zellen unterteilt war. Sie war mutmaßlich eine der ersten Widerstandsgruppen in Belgien und nannte sich De Zwarte Hand, nach der serbischen Geheimgesellschaft Schwarze Hand, die 1914 das Attentat von Sarajewo auf den Thronfolger Österreich-Ungarns Erzherzog Franz Ferdinand und dessen Frau Sophie verübt hatte.
Zunächst nahm die Gruppe Kontakt zu Mitgliedern des Widerstands in Brüssel auf, um dort erstellte Untergrundzeitungen abzuholen und zu verteilen. Sie druckte dann selbst Flugblätter, die auf einer Remington-Schreibmaschine getippt wurden, was wegen deren typischen Schriftbilds verräterisch war. Die ersten waren gegen den Stadtrat gerichtet, der aus Mitgliedern des rechts-nationalistischen Vlaamsch Nationaal Verbond bestand und mit den Besatzern kollaborierte. Ein weiteres Flugblatt trug den Text: „Wij zijn Belgen, van welken godsdienst, van welke gedachte ook, wij allen wij zijn Belgen, wij kennen maar één vijand. Dat is het Nazi-Duitsland.“ („Wir sind Belgier, von welcher Religion oder welcher Einstellung auch immer, wir alle, wir sind Belgier, wir kennen nur einen Feind. Das ist Nazi-Deutschland.“) Um ihre Mitbürger zu ermutigen, schrieben Angehörige der Gruppe mit Kreide den Buchstaben „V“ (für victory = Sieg) an die Fassaden von Häusern.
Der einzige Sabotage-Akt der Gruppe bestand darin, einen Tank mit Kerosin am Flugfeld in Hingene zu entleeren. Am 21. Juli 1941, dem belgischen Nationalfeiertag, sendete sie die belgische Nationalhymne über ihren Radiosender – mit Klavierbegleitung von Küster De Mol – und forderte die Bevölkerung auf, Widerstand zu leisten. Die Gruppe verfügte über Waffen, die jedoch nicht zum Einsatz kamen. Sie druckte antideutsche Flugblätter, legte Schwarze Listen über Kollaborateure an und versuchte – erfolglos –, per Funk Kontakt nach Großbritannien herzustellen.
Im September 1941 wurden die ersten Mitglieder der Zwarte Hand verhaftet. Im Oktober 1941 nahmen die Deutschen weitere Mitglieder der Gruppe fest und fanden die vollständige Mitgliederliste im Turm der Sint-Jan-Baptistkerk in Tisselt, einschließlich eines Fotos mit Mitgliedern der De Zwarte Hand in der Kirche, so dass sie alle am 27. Oktober verhaften konnten. Nur zwei Mitglieder der Gruppe konnten entkommen. Vermutet wird, dass die zum Teil sehr jungen Mitglieder der Gruppe – einige waren zum Zeitpunkt ihrer Verhaftung erst 16 Jahre alt – in jugendlichem Leichtsinn nicht die notwendige Vorsicht walten ließen. Ihre Aktivitäten wurden von deutschenfreundlichen Belgiern bemerkt und die Gruppe denunziert, zumal die Männer auch öffentlich ihre Abneigung gegen die deutschen Besatzer nicht verheimlichten.
109 Männer von De Zwarte Hand wurden im Gefängnis von Mechelen inhaftiert, von wo aus sie nacheinander zum Fort Breendonk gebracht wurden, um dort verhört und auch gefoltert zu werden. Nach einigen Tagen wurden die meisten von ihnen in das Gefängnis von Antwerpen transportiert. Dort wurden sie von der Gestapo unter der Leitung des Deutschen August Schneiders und des Flamen Eugeen Dirckx weiter verhört. Am 15. März 1942 wurden sie in das Brüsseler Wehrmachtsgefängnis Saint-Gilles gebracht, wo für sie ein ganzer Flügel geräumt wurde. Am 29. Juni 1942 wurden sie mit dem Zug nach Wuppertal transportiert, wo sie anschließend im Gefängnis Bendahl für rund ein Jahr in Einzelhaft einsaßen; nach anderen Angaben mussten die Belgier in der Rüstungsproduktion arbeiten. Einer der belgischen Gefangenen starb dort, angeblich an Tuberkulose.
Staf Vivijs, damals 20 Jahre alt und ein Überlebender der Zwarte Hand, schrieb 1985 in seinen Erinnerungen:

„Es ist schwer zu sagen, was mich in Wuppertal am schlimmsten gequält hat. Die Einsamkeit, die Sehnsucht, der Hunger, die Abstumpfung, die Demütigungen der Schließer, ihre Betrügereien, die Bestrafung von tatsächlichen oder vermeintlichen Vergehen oder der Hass in den Augen dieser Übermenschen!“

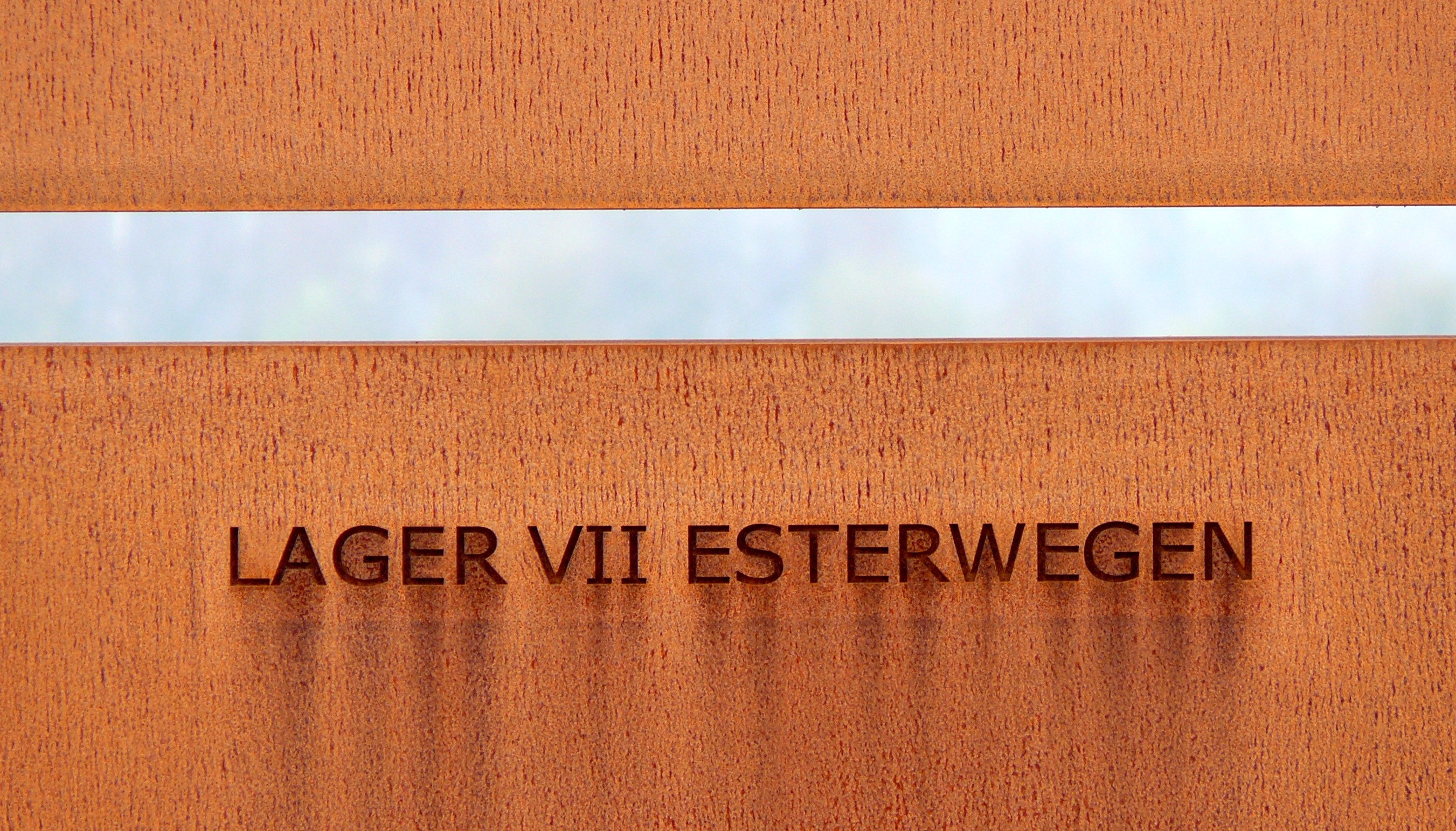
Namenwand in der heutigen Gedenkstätte Esterwegen

Am 14. Januar 1943 wurden 25 Mitglieder von De Zwarte Hand in Wuppertal vor den Volksgerichtshof unter Roland Freisler gestellt, der 16 von ihnen zum Tode verurteilte; die übrigen Angeklagten erhielten Haftstrafen zwischen fünf und zehn Jahren. Nach Gnadengesuchen wurden später vier Todesurteile in Zuchthausstrafen umgewandelt. Rund ein halbes Jahr danach brach nach einem schweren Luftangriff auf Wuppertal  im Gefängnis Feuer aus. Daraufhin wurden die Mitglieder der Zwarte Hand in das  Lager Esterwegen transportiert. Dort kamen sie in das streng abgeteilte „Lager Süd“ für Widerstandskämpfer aus verschiedenen westeuropäischen Ländern, sogenannte „Nacht- und Nebel-Gefangene“. Die insgesamt 2696 Gefangenen, darunter auch einige Frauen, waren völlig isoliert und durften keinerlei Kontakt zur Außenwelt haben.
Am Morgen des 7. August 1943 wurden die zwölf zum Tode verurteilten belgischen Männer, darunter Marcel De Mol und sein Bruder Remy, auf dem Wehrmachtsschießplatz in Schepsdorf hingerichtet; das jüngste Opfer war 20 Jahre alt. Der lokale Wehrmachtskommandeur hatte diese Hinrichtungen durch seine Untergebenen zunächst abgelehnt, bekam aber von seinen Vorgesetzten schließlich den ausdrücklichen Befehl, diese durchzuführen. Die Toten wurden auf dem Lagerfriedhof Bockhorst-Esterwegen vergraben. Die Hinrichtungen blieben geheim, und die Angehörigen wurden nicht informiert. In einem zweiten  Prozess wurde gegen weitere Widerstandskämpfer der Zwarten Hand im Januar 1944 Anklage erhoben. Die Verhandlung in der Haftanstalt Groß-Strehlitz endete im Juni 1944 mit Jugend- und Zuchthausstrafen. Im September 1944 wurde die Verlegung aller „Nacht-und-Nebel-Gefangenen“ in andere Konzentrationslager angeordnet. Von den 109 nach Deutschland verschleppten Mitgliedern der Zwarte Hand erlebten nur 37 das Kriegsende.

## Mitglieder
- Frans Aerts (Ruisbroek 30. Mai 1913 – Flossenbürg 24. März 1945)
- Jan Aerts (Ruisbroek 23. Juni 1915 – Strzelce Amolskie Dezember 1944 ?)
- Louis Alewaters (Tisselt 30. November 1921 – Vilvoorde 9. Januar 2012), befreit aus Bergen-Belsen am 15. April 1945
- Frans Andries (Hingene 10. November 1921 – Dachau 11. Februar 1945)
- Gustaaf Baeckelmans (Tisselt 21. März 1904 – Theresienstadt 11. Mai 1945), befreit aus Theresienstadt am 8. Mai 1945, starb jedoch drei Tage später an den Strapazen
- Camille Bastaens (Montpellier 2. Mai 1915 – Sonnenburg 30./31. Januar 1945)
- Frans Beuckelaers (Merchtem 24. März 1921 – ebendort 3. März 1994), befreit in Brandenburg 27. April 1945
- John Bossuyt (Hemiksem 17. September 1923 – Antwerpen 7. März 2006), befreit aus Sachsenhausen am 22. April 1945
- Jan Callaerts (Liezele 24. Juni 1903 – Sachsenhausen 11. Februar 1945)
- Bernard Frans Caremans (Boom 15. Februar 1924 – Esterwegen 24. Dezember 1943) Bernard Caremans (Boom 17. August 1922 – Brugge 3. April 2003), aus Versehen nicht verhaftet, weil sein Cousin auch Bernard Caremans genannt wurde
- Arthur Clerbaut (Ruisbroek 15. September 1914 – Londerzeel 31. Dezember 2002), befreit in Dorndorf am 13. April 1945
- Roger Coeckelbergh (Puurs 28. Juli 1922 – Aalst 19. Januar 1990), befreit in Dorndorf am 13. April 1945
- Jozef Corbeel (Niel 16. Oktober 1922 – Rumst 19. August 2016), befreit aus Sachsenhausen am 22. April 1945
- Achiel Daes (Terhagen 16. Juli 1923 – Lingen 7. August 1943), hingerichtet
- Jan Daelemans (Eikevliet 22. Februar 1914 – Theresienstadt 15. April 1945)
- Florent De Boeck (Niel 24. August 1922 – Essen 15. November 2018), befreit aus Sachsenhausen am 22. April 1945
- Albert De Bondt (Puurs 11. März 1922 – Lingen 7. August 1943), hingerichtet
- Robert De Bondt (Puurs 18. September 1911 – Ottignies 13. Juli 1992), befreit aus Theresienstadt am 8. Mai 1945
- Hendrik De Bondt (Niel 8. September 1924 – Reet 23. September 2012), befreit in Brandenburg am 27. April 1945
- Evarist De Bondt (Niel 30. September 1914 – Gembloers 5. April 1962), befreit aus Dachau am 1. Mai 1945
- Frans De Bruyn (Niel 29. November 1924 – Antwerpen 24. Juni 2007), befreit in Brandenburg am 27. April 1945
- Emiel De Cat (Puurs 9. April 1895 – Lingen 7. August 1943), hingerichtet
- Camiel De Clerk (Ouwegem 1. März 1909 – Flossenbürg 3. März 1945)
- Frans De Decker (Boom 23. Mai 1919 – Mijas 9. November 1981), Flucht nach Laband (1944) und erneute Verhaftung im Januar 1945
- Jan De Doncker (Ruisbroek 16. April 1902 – Mittelbau-Dora März 1945)
- Etienne De Geyter (Puurs 23. September 1924 – Bergen-Belsen 14. März 1945)
- Luc De Geyter (Puurs 16. Januar 1921 – Bornem 25. Juli 1994), befreit aus Theresienstadt am 8. Mai 1945
- Joris De Keersmaecker (Ruisbroek 24. März 1920 – Merksem 2. Januar 2000), befreit in Brandenburg am 27. April 1945
- Arthur De Leeuw (Sint-Amands 31. Januar 1907 – Groß-Rosen 27. November 1944)
- John De Maeyer (Sint-Amands 30. Oktober 1908 – Groß-Rosen 27. November 1944)
- Marcel De Mol (Gent 5. Mai 1908 – Lingen 7. August 1943), hingerichtet
- Remy De Mol (Nazareth 18. Oktober 1899 – Lingen 7. August 1943), hingerichtet
- Petrus Demul (Liezele 11. März 1918 – Willebroek 29. März 2000), befreit aus Theresienstadt am 8. Mai 1945
- Louis De Roek (Boom 2. Dezember 1918 – ebendort 2. Juli 1992), befreit aus Theresienstadt am 8. Mai 1945
- Joseph De Veirman (Bornem 29. April 1911–1944 oder 1945 ?)
- Alex De Vierman (Puurs 14. August 1909–1944 oder 1945 ?)
- Antoon De Wachter (Puurs 1. Juli 1922 – Brasschaat 16. Mai 2010), befreit aus Theresienstadt am 8. Mai 1945
- Jules De Wachter (Niel 27. September 1924 – Reet 25. Februar 2010), befreit in Nordhausen am 11. April 1945
- Isidoor De Wit (Ampuurs 22. November 1910 – Mittelbau-Dora 8. März 1945)
- Clemens Dielis (Bressoux 5. Oktober 1919 – Lingen 7. August 1943), hingerichtet
- Alfons Dinant (Boom 18. April 1923 – ebendort 30. Dezember 1947), befreit in Laband am 23. Januar 1945
- August Elsen (Boom 8. Juli 1923 – Nordhausen März 1945)
- Louis Eyckmans (Boom 7. Mai 1924 – Nordhausen 2. März 1945)
- François Gevaers (Breendonk 18. Februar 1920 – Bornem 29. April 2008), befreit aus Dachau am 1. Mai 1945
- Jozef Hermans (Puurs 16. November 1914 – Theresienstadt 5. Mai 1945)
- Paul Herremans (Niel 29. Oktober 1925 – Nordhausen 4. April 1945)
- Louis Hofmans (Puurs 29. Januar 1920 – Lingen 7. August 1943), hingerichtet
- Louis Houthooft (Puus 24. Juni 1913 – Bornem 26. Januar 1986), verhaftet am 9. Oktober 1941
- Adolf Huysmans (Tisselt 24. Juli 1919 – Groß-Rosen 7. zum 8. Februar 1945)
- Frans Kerremans (Tisselt 2. März 1908 – Groß-Rosen 24. Dezember 1944)
- Louis Koek (Sint-Amands 11. Mai 1903 – Nordhausen 3. April 1945)
- Edmond Maes (Boom 14. Mai 1922 – Lingen 7. August 1943), hingerichtet
- Frans Maes (Puurs 4. März 1921 – Baasrode 28. Februar 2000), befreit aus Bergen-Belsen  am 15. April 1945
- Jan Maris (Stokrooie 1. September 1880 – Sonnenburg 31. Januar 1944)
- Louis Meeus (Londerzeel 22. Januar 1923 – Sonnenburg Mai 1944)
- Robert Mertens (Boom 5. Oktober 1925 – Groß-Rosen Februar 1945)
- Florent Meskens (Puurs 8. Mai 1918 – Mortsel 24. Dezember 1970), befreit aus Theresienstadt am 8. Mai 1945
- Alfons Moeyersons (Londerzeel 16. April 1922 – Bergen-Belsen 7. März 1945)
- Maurice Moortgat (Sint-Amands 20. Januar 1920 – Groß-Rosen 8. Februar 1945)
- Henri Pauwels (Puurs 14. August 1920 – Lingen 7. August 1943), hingerichtet
- Alfons Peeters (Tisselt 10. November 1906 – Willebroek 6. Januar 1992), befreit aus Sachsenhausen am 22. April 1945
- Herman Peeters (Boom 24. April 1912 – Wolfenbüttel 27. Oktober 1941)
- Jozef Peeters (Lippelo 12. April 1910 – Wuppertal 11. März 1943)
- Jozef Peeters (Londerzeel 2. Juli 1919 – Lingen 7. August 1943), hingerichtet
- Lodewijk Pelgrims (Puurs 30. Oktober 1923 – Strzelce Amolskie 25 zum 26. August 1944)
- Firmin Piessens (Elsene 19. Dezember 1922 – Groß-Rosen Februar 1945)
- Albert Polfliet (Bornem 25. Juli 1917 – ebendort 19. November 1979), befreit am 23. April 1945
- Louis Polfliet (Bornem 1. März 1915 – Mittelbau-Dora 3. März 1945)
- Victor Saerens (Puurs 4. November 1914 – Brussel 31. Januar 1984), befreit in Brandenburg am 29. April 1945
- Philemon Sarens (Sint-Amands 12. Juni 1915 – Dachau 9. zum 12. März 1945)
- Pieter Schaerlaecken (Tisselt 30. Januar 1923 – Nordhausen 27. März 1945)
- Leamold Schelkens (Londerzeel 15. Juli 1921 – Nordhausen 3./4. April 1945, vermutlich bei einer Bombardierung)
- Leo Schoof (Sint-Gillis-bij-Dendermonde 23. Dezember 1908 – Bergen-Belsen 2. März 1945)
- Florent Siebens (Puurs 12. Oktober 1904 – ebendort 14. Januar 1965), befreit aus Theresienstadt am 8. Mai 1945
- Hendrik Spiessens (Hingene 17. September 1902 – Maagdenburg. Mai 1945)
- Robert Sprimont (Tisselt 3. April 1894 – Groß-Rosen 7. Dezember 1944)
- Jozef Stevens (Puurs 20. März 1914 – Willebroek 18. April 1970), befreit aus Buchenwald am 13. April 1945
- Jozef Suykens (Antwerpen 9. Januar 1922 – Puurs 11. Dezember 1978), befreit in Laband am 23. Januar 1945
- Hector Temmerman (Boom 23. November 1924 – Edegem 25. Oktober 1985), befreit in Brandenburg am 27. April 1945
- Jozef Thijs (Puurs 14. Dezember 1916 – Buchenwald 23. März 1945)
- Louis Uytfries (Boom 17. Februar 1924 – ebendort 12. April 1974), befreit in Brandenburg am 27. April 1945
- Frans Van Beneden (Ruisbroek 7. Juli 1913 – Wolfenbüttel 18. Dezember 1944)
- Joseph Van Beneden (Ruisbroek 23. April 1921 – Sonnenburg ungefähr 15. August 1943)
- Leonard Van De Sande (Willebroek 4. Mai 1925 – Kamp Sandbostel 22. April 1945)
- Denis Van Den Heule (Ruisbroek 16. April 1921 – Leuven 26. November 2009), befreit aus Bergen-Belsen am 15. April 1945
- Frans Vanderkinderen (Hingene 4. Februar 1915 – Nordhausen 1. April 1945)
- Willem Van Der Taelen (Tisselt 14. September 1921 – Terhulpen 5. Juli 1945), befreit in Nordhausen am 11. April 1945
- Emiel Vangelder (Klein-Willebroek 11. April 1922 – Groß-Rosen 27. November 1944)
- Carolus Van Gucht (Hingene 6. Februar 1919 – Groß-Rosen 2. Januar 1945)
- Leamold Van Hoeymissen (Malderen 3. November 1919 – Strzelce Amolskie 30. November 1944)
- Laurent Van Hoof (Schelle 12. März 1923 – Nordhausen Nacht vom 3. zum 4. April 1945)
- Willem Van Hoof (Niel 18. Mai 1924 – Esterwegen 14. Januar 1944)
- Pieter Van Humbeeck (Londerzeel 4. Oktober 1923 – Groß-Rosen Februar 1945)
- Gustaaf Van Lent (Ruisbroek 14. März 1902 – Mechelen 11. Oktober 1965), befreit aus Sachsenhausen am 22. April 1945
- Frans Van Muylder (Londerzeel 7. Oktober 1902 – Antwerpen 22. Juli 1945), befreit aus Theresienstadt am 8. Mai 1945
- Pieter Van Obbergen (Londerzeel 16. Januar 1907 – Sachsenhausen 13. Dezember 1943)
- Albert Van Oost (Hingene 29. März 1916 – Groß-Rosen Februar 1945)
- Jozef Van Zaelen (Tisselt 20. Dezember 1919 – Flossenbürg 8. März 1945)
- Petrus Van Zaelen (Tisselt 20. Dezember 1919 – Mittelbau-Dora 10. März 1945)
- Frans Verbelen (Malderen 17. März 1923 – Bergen-Belsen 8. März 1945)
- Karel Verbelen (Londerzeel 4. September 1906 – Groß-Rosen 2. Dezember 1944)
- Jozef Verhavert (Puurs 18. April 1918 – Lingen 7. August 1943), hingerichtet
- Georges Verholen (Tisselt 11. Januar 1915 – Kashits 1. Mai 1945)
- Jozef Vermaesen (Malderen 16. Juli 1922 – Sonnenburg 13. Mai 1944)
- Jean-Pierre Vincent (Schaarbeek 13. August 1920 – Lingen 7. August 1943), hingerichtet
- August Vivijs (Tisselt 10. Oktober 1922 – Veurne 29. April 2007), befreit aus Mauthausen am 5. Mai 1945
- Louis Vivijs (Tisselt 26. Oktober 1923 – Mechelen 2. Mai 2012), befreit aus KZ Nordhausen am 11. April 1945
- Jozef Vyncke (Sint-Niklaas 12. März 1905 – Buchenwald 12. März 1945)
- Frans Willaert (Puurs 30. Oktober 1909 – Bonheiden 11. Februar 1992), befreit in Brandenburg am 27. April 1945
- Prosper Windey (Sint-Amands 12. Oktober 1903 – Dachau 6. Februar 1945)

## Gedenken

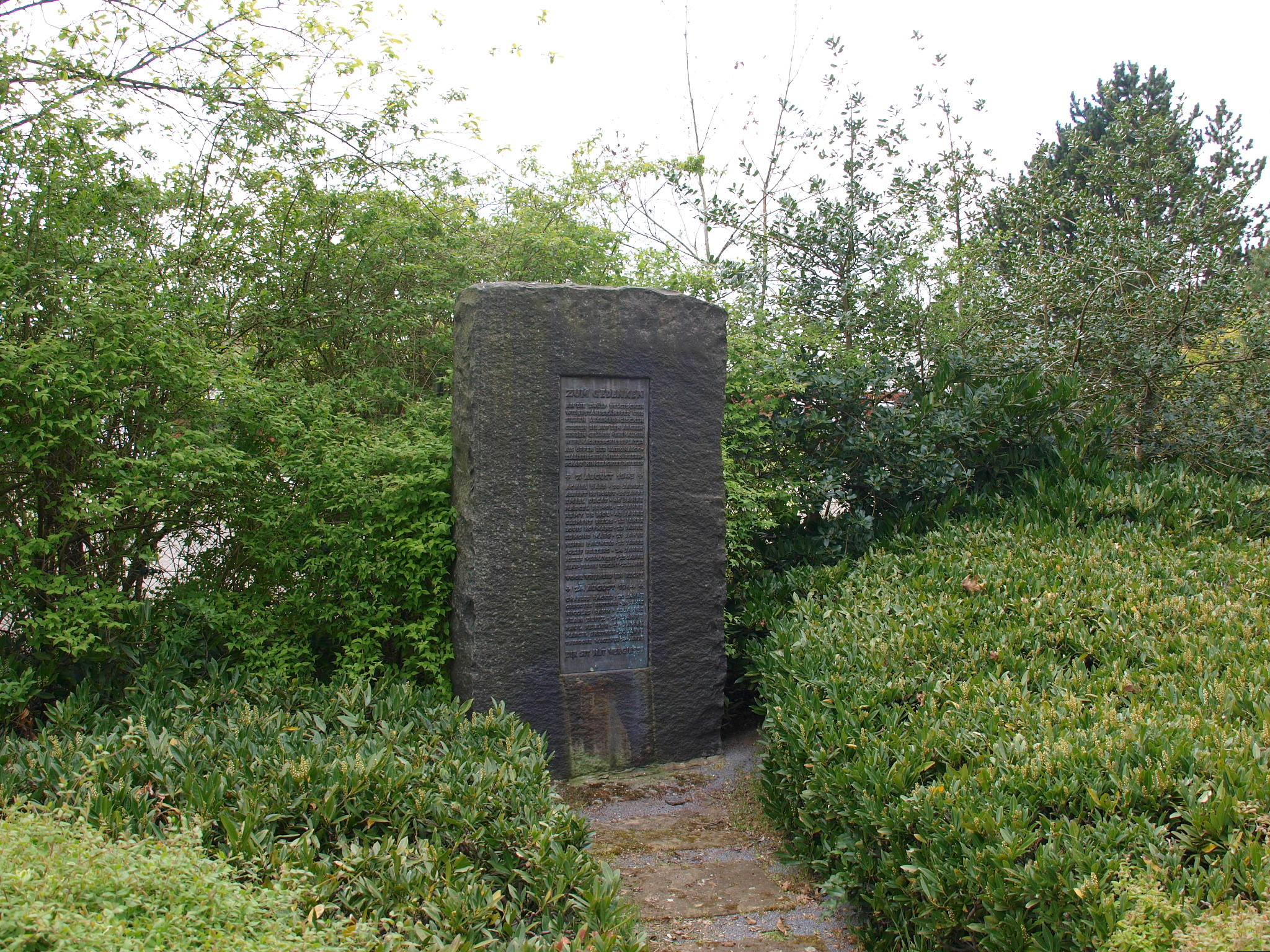
Gedenkstein für die zwölf ermordeten Mitglieder der Zwarten Hand in Schepsdorf

Am 14. August 1991 wurde in Anwesenheit einer belgischen und einer luxemburgischen Delegation auf dem Gelände des ehemaligen Wehrmachtsschießstandes in Schepsdorf ein Gedenkstein enthüllt, der die Namen der hingerichteten Gefangenen trägt. Am Gemeindehaus von Puurs wurde 2018 eine Gedenktafel angebracht. Auch in der Gedenkstätte Esterwegen wird der Gruppe gedacht.
Angehörige von Mitgliedern der Zwarte Hand haben sich im Vriendenkring De Zwarte Hand zusammengeschlossen. Sie organisieren Veranstaltungen, unterstützen Publikationen und betreiben die Webseite dezwartehand.be.